# 比安卡·施韦德
比安卡·施韦德（德語：Bianka Schwede，1953年1月9日—），德国女子赛艇运动员。她曾代表东德参加1976年夏季奥林匹克运动会赛艇比赛，获得女子四人单桨有舵手金牌。